# Сингэцу Мусо Янаги-рю
Сингэцу Мусо Янаги-рю (яп. 心月無想柳流柔術) — древняя школа дзюдзюцу, классическое боевое искусство Японии, основанное в XVIII веке мастером по имени Иванага Масамицу.

## История
Школа Сингэцу Мусо Янаги-рю была основана в XVIII веке (приблизительно в 1754 году) мастером по имени Иванага Масамицу (яп. 岩永源之丞正光). В программу обучения Сингэцу Мусо Янаги-рю вошли техники бодзюцу, дзюдзюцу, кэндзюцу, нагинатадзюцу, а также иные дисциплины.
Иванага Гэнносукэ Масамицу, позже получивший имя Итирюсай (яп. 柳 斎), деревенский самурай из местечка Инари (яп. 伊万里) провинции Хидзэн, родился 5 марта 1726 года. С малых лет, по настоянию своего отца Ёсикагэ Нидзаэмона (яп. 仁左衛門義景), мастера Ягю Синкагэ-рю кэндзюцу, он учился искусству меча Ягю. В возрасте 17-и лет он вошёл в клан самураев Набэсима, где обучался традициям Ёсин-рю дзюдзюцу. В 1746 году он прошёл воинскую подготовку в Бансю (яп. 播州) у Окуни Кихэя Сигэнобу (яп. 大国鬼平重信), мастера Такаги-рю дзюдзюцу. В 1753 году Масамицу получил мэнкё кайдэн школ Такаги-рю и Кукисин-рю бодзюцу, и позже был вынужден вернуться домой из-за смертельной болезни отца.
На сегодняшний день существуют две ветви школы, которые расположены в городе Амагасаки. По состоянию на 2009 год одну из ветвей Сингэцу Мусо Янаги-рю возглавляет семья Иванага. Текущим, 12-м сокэ является Иванага Гэндзабуро (яп. 岩永源三郎), который в 1993 году получил прямую передачу от Кано Такэси Такэхико (яп. 加納武彦錬岳). Вторую ветвь возглавляет Кавамура Хаnиро (яп. 川村八朗) ханси 8 дан Дай Ниппон Бутокукай, который получил прямую передачу и мэнкё кайдэн от 9-о сокэ школы Иванага Кадзумицу (яп. 岩永源一光教).
Сама школа входит в состав организации Нихон Кобудо Кёкай.

## Этимология
Происхождение названия школы толком не ясно, поскольку источники, которые могли бы пролить свет на этот вопрос, были утрачены в 12-м году эры Тайсё (1923 год) во время Великого землетрясения в Канто.
- Сингэцу (яп. 心月) — букв. «новая луна»;
- Мусо (яп. 無想) — «отсутствие мыслей», подразумевает сердце [последователя школы], освободившееся от суетных мыслей и находящееся в состоянии мунэн-мусо (яп. 無念無想) — полной отрешённости[1];
- Янаги (яп. 柳) — «ива», предположительно с тем же значением, что и у школы Ёсин-рю;
- Рю (яп. 流) — «школа», «стиль» в контексте боевых искусств.

## Программа обучения
Школа Сингэцу Мусо Янаги-рю является сого будзюцу, то есть комплексной школой боевых искусств. Она включает в себя изучение техник бодзюцу, дзюдзюцу, кэндзюцу, яридзюцу, кусаригамадзюцу и дзюттэдзюцу.
Дзюдзюцу школы включает в себя атэми-вадза (яп. 当身技, поражение болевых точке), тай-сабаки (яп. 体捌き, уходы с линии атаки, передвижения), укэми-вадза (яп. 受身技, защитные техники) и го-но-сэн (яп. 後之先, реагирование на действия противника).

### Уровни обучения
Уровни обучения стиля Сингэцу Мусо Янаги-рю подразделяются на:
- Сёдэн (яп. 初伝) — начальный уровень;
- Тюдэн (яп. 中伝) — средний уровень;
- Мокуроку (яп. 目録);
- Окудэн (яп. 奥伝) — глубинная передача;
- Мэнкё кайдэн (яп. ) — полная передача;

## Генеалогия
Линия передачи традиций школы Сингэцу Мусо Янаги-рю выглядит следующим образом:
1. Иванага Масамицу, основатель;
2. Иванага Гэндзиро (яп. 岩永源次郎光治);
3. Иванага Хёбу Мицуоки (яп. 岩永兵部光興);
4. Иванага Масатика (яп. 岩永與左衛門正近);
5. Мацуо Масацуго Хикосиро (яп. 松尾彦四郎正次);
6. Иванага Содзаэмон (яп. 岩永惣左衛門能正);
7. Иванага Мицуёси (яп. 岩永源介光義);
8. Такусимаса Кадзунори (яп. 多久島笹一則光);
9. Иванага Мицунори (яп. 岩永源一光教);
10. Фуя Исао (яп. 布谷功百畊);
11. Кано Такэси Такэхико (яп. 加納武彦錬岳);
12. Иванага Гэндзабуро Масаёси (яп. 岩永源三郎正義);